# Yzeure
Yzeure é uma comuna francesa na região administrativa de Auvérnia-Ródano-Alpes, no departamento Allier. Estende-se por uma área de 43,28 km². Em 2010 a comuna tinha 13 419 habitantes (densidade: 310,1 hab./km²).